# Tour Geneve
O Complexo Tour Geneve é um arranha-céu localizado na cidade de João Pessoa, capital do estado da Paraíba. Localizado no bairro de Altiplano, é o edifício mais alto da região Nordeste do Brasil e o quinto mais alto do país.
Com a vista definitiva para o mar, o empreendimento possui 183 metros de altura. São 54 pavimentos, divididos em três conceitos: residencial, empresarial e comercial.
Apresenta um projeto de paisagismo inédito com cisterna de reaproveitamento de 300 mil litros d'água, vários lagos com peixes decorativos, paredes vegetais e muitas áreas verdes para trazer conforto, bem-estar e sustentabilidade. É o primeiro prédio prédio de uso misto certificado com selo AQUA de sustentabilidade, concedida pela Fundação Vanzolini, uma instituição privada, sem fins lucrativos, criada e gerida pela Universidade de São Paulo.